# Inna Toumanian
Pour les articles homonymes, voir Toumanian (homonymie).
Innessa Sourenovna Toumanian (en russe : Инесса Суреновна Туманян), née le 10 septembre 1929 à Moscou et morte le 10 janvier 2005 dans la même ville, est une réalisatrice et scénariste soviétique d'origine arménienne. Maitre émérite des arts de la fédération de Russie en 2000,,.

## Biographie
Inna Toumanian nait à Moscou en URSS.
En 1952, elle est diplômée de la Faculté de philosophie de l'université de Moscou, puis, devient étudiante dans la classe de Grigori Rochal à l'Institut national de la cinématographie dont elle est diplômée en 1962,.
Sa première expérience de réalisateur a lieu en 1966, dans le cadre d'une œuvre collective, avec Jemma Firsova et Inessa Selezniova. Les jeunes réalisatrices tournent la trilogie Voyage (Puteshestviye) d'après le scénario de Vassili Aksionov, dont Toumanian signe l'épisode intitulé Les petits-déjeuners de 1943 (Zavtraki Sorok Tret'ego Goda). Le film ne sortira sur le grand écran qu'à l'époque de la Perestroïka.
En 1968, elle est l'auteur de la chronique documentaire consacrée au prêtre et prédicateur Alexandre Men, encore presque inconnu à l'époque, qui constitue l'un des quatre épisodes du film Aimer de Mikhaïl Kalik,,. Saisi par les autorités, le film sera finalement détruit et sa restauration sera possible en 1990 grâce à Toumanian qui aura caché à son domicile presque toutes les pellicules originales.
Dans les années 1990, Inna Toumanian dirige l'association artistique Zodiak au sein du Gorki Film Studio.
En 2000, elle est nommée Maître émérite des arts de la fédération de Russie.
La réalisatrice décède le 10 janvier 2005 des suites d'une longue maladie, elle est inhumée au columbarium du cimetière Troïekourovskoïe.

## Vie privée
Inna Toumanian était mariée avec le peintre-illustrateur Evgueni Galey (Евгений Галей).

## Filmographie
- 1966 : Poutechestvie (ru), segment Zavtraki sorok tretiego goda (Завтраки сорок третьего года)[7]
- 1968 : Aimer (Любить...) - avec Mikhaïl Kalik
- 1972 : Le Quinzième Printemps (ru) (Пятнадцатая весна)
- 1975 : Un garçon et un élan (Мальчик и лось)
- 1978 : Quand je deviendrai un géant (Когда я стану великаном)
- 1984 : Sooutchastniki (ru) (Соучастники)
- 1988 : Commentaire sur une demande de grâce (ru) (Комментарий к прошению о помиловании)